# 細川隆一郎
細川 隆一郎（ほそかわ りゅういちろう、1919年〈大正8年〉1月1日 - 2009年〈平成21年〉8月25日）は、日本の政治記者・評論家・コメンテーター、タレント・ラジオパーソナリティである。第79代内閣総理大臣の細川護熙は遠い親戚関係に当たる（系譜上隆一郎は細川忠興の正室との子の子孫、護熙は細川忠興の側室との子の子孫であるため）。

## 概説
福岡県小倉市（現：北九州市）生まれ。東京府立四中（現：東京都立戸山高等学校）、早稲田大学政治経済学部政治学科卒業。学位は政治学士（早稲田大学）。
憲法改正論者であり、「マッカーサーの押しつけ憲法だ。自主憲法を持たなければ独立国とはいえぬ。」（『毎日新聞』2009年10月7日朝刊、26面より引用）が信条であった。
内外問題研究会」を主宰していた。
話術を生かし、ワイドショーにコメンテーターとして出演し、タレントとして政治と関連の薄い分野でも活動した。1996年6月11日からはタレントとして、やむなく吉本興業に所属したこともあった（1999年とするメディアもあったが、これは誤り）。
2001年、世界日報社発行の「月刊ビューポイント」（4月号／167号）で高市早苗と対談。

## 来歴
- 1919年 - 1月1日　誕生。
- 1942年 - 早稲田大学政治経済学部政治学科を卒業。
- 1942年9月 - 大阪毎日新聞社東京本社（『東京日日新聞』発行元。のちの毎日新聞社東京本社）に入社[3]。
- 同年10月:陸軍東部通信本部に配属されて硫黄島へ出征する。
- 1945年9月1日 - 新聞記者として復職。毎日新聞東京本社経済部、政治部記者として勤務。
- 1963年 - 神戸支局長着任。
- 1966年 - 東京本社政治部長就任。政界汚職粛正のため、「日本政治への提言」を半年にわたり連載。
- 1967年 - 前年の黒い霧事件の時に「日本政治への提言」を連載していたことで「日本新聞協会賞」を受賞[3]。
- 1968年 - 東京本社編集局次長就任。
- 1970年 - 中部本社編集局次長就任。
- 1973年 - 東京本社編集顧問。年末、同社定年退職、以後、政治評論家となる。
- 1980年 - 6月12日早朝に大平正芳首相の死去を、逸早く文化放送の自らの番組内で伝えたことにより「文化放送社長賞」を受賞。
- 1986年 - 『岸信介伝』、『政争・ニューリーダー論』の著書で第6回日本文芸大賞特別賞を受賞した。父の日にちなんで毎年日本で最も理想的お父さんを選ぶイエローリボン（ベストファーザー）賞を受賞。
- 1988年 - 日本きものコンサルタント協会より和装文化賞受賞。
- 2003年 - 脳梗塞を発症し、発見が遅れたため左半身麻痺が残り、元来からの持病であった黄斑変性が進行して失明した。頑固な性格のため、実際の症状で要介護認定が最高位にも関わらず、介護認定の面談で実際より重度でない事を告げ、かつ仕事を続けることを頑なに守ったため、娘の細川珠生が、著作の口述筆記や一般紙の読み聞かせ等のサポートをしていた[5]。
- 2009年8月25日 - 老衰のため死去。90歳没。告別式は2009年9月1日に東京都大田区の池上本門寺で営まれ、親交が深かった鳩山由紀夫民主党代表（後の首相）が弔辞を読み上げた。また、同年9月28日には、お別れの会が東京・内幸町の日本プレスセンターで行われ、鳩山首相、中曽根康弘元首相も出席した。最後の仕事は死去した三日前に放送されたラジオ番組であり文字通り生涯現役を貫いた。

## 統一教会との関係
- 1992年8月12日、産経新聞の紙面に〈私たちは"国際合同結婚式"を応援します〉という意見広告が掲載された際、広告主である「国際合同結婚式を支持する学者・文化人の会」に名を連ねた[6]。会の連絡先は、統一教会の信者で運営されている「世界平和教授アカデミー」と同じだった[6]。

## エピソード
- 趣味は小唄、日本舞踊、空手、ゴルフ、スキー、水泳、アイスホッケー、野球等スポーツ全般。
- 豪放磊落を売っている一方で、対談で相手が強気に出られると逆に宥めの側に回ったりするところもあった。
- 早稲田大学時代は空手部の主将を務めていた[1]。
- 72歳くらいのときに霊能士に「100歳まで政治評論をしている」といわれた。
- 政治すごろくゲーム『政界立志伝』の監修をしたことがある。
- 1980年代〜1990年代には『夕やけニャンニャン』などテレビのバラエティ、クイズ番組に多数出演していた。
- かなりの数の評論家が首相を辞任して数年後から高く評価しだしていた田中角栄について、自著『総理の通信簿。』ではそれまで以上に政界に金権政治をもたらしたとして、唯一総合評価で1を付けている[7]。
- 反共組織として擁護していたが「皇太子に祝福（合同結婚式）を受けさせる」と統一教会のトップの文鮮明に言われたことについて「まったく話になりません。‥皇室を侮辱するものです。‥失礼極まりない、余計なお世話もいいところです。」と激怒している[8]。
- 2000年、写真週刊誌に官房機密費を受け取った政治評論家の一人だと報道された[9][10]。

## 家系
戦国大名・細川忠興と細川ガラシャ（明智光秀の娘）の長男・忠隆（廃嫡）の子孫で、旧熊本藩一門家臣・細川内膳家（細川男爵家）の分家・牧崎細川家の一族である。幕末の内膳家当主忠顕の長男・隆虎は、明治期に分家して通称「牧崎細川家」と呼ばれた。隆一郎の父・隆志は隆虎の次男。政治評論家の隆元は三男（隆一郎の叔父に当たる）。ちなみに内膳本家の家督は、忠顕の兄忠寿の長男・忠穀が継ぎ男爵に授爵されている。子供に政治評論家で元テレビ朝日報道局デスクの細川隆三、政治ジャーナリストの細川珠生、孫に先祖研究者の片平凌悟がいる。
- 細川藤孝（幽斎） - 忠興 - 忠隆（長岡休無）（廃嫡） - 忠春 - 忠重 - 忠英 - 忠昌 - 忠虎 - 忠顕 - 細川隆虎 - 隆志 - 隆一郎 - 珠生 - 片平凌悟
- 明智光秀 - 玉（細川ガラシャ） - 忠隆（長岡休無）（廃嫡） - （略） - 細川隆虎 - （略） - 隆一郎 - 珠生 - 片平凌悟

## レギュラー番組
報道・情報ワイドショー番組
| 期間          | 期間          | 番組名                                 | 役職                              |
| ------------- | ------------- | -------------------------------------- | --------------------------------- |
| 時期不明      | 時期不明      | ズームイン!!朝!（日本テレビ）          | 『細川隆一郎の健康一番!』コーナー |
| 時期不明      | 時期不明      | ルックルックこんにちは（日本テレビ）   | コメンテーター                    |
| 時期不明      | 時期不明      | 2時のワイドショー（よみうりテレビ）    | コメンテーター                    |
| 1985年11月    | 1987年3月20日 | なうNOWスタジオ（テレビ朝日）          | コメンテーター                    |
| 1987年3月23日 | 1990年3月     | 新伍のお待ちどおさま（TBS）            | コメンテーター                    |
| 1989年7月     | 時期不明      | ビートたけしのTVタックル（テレビ朝日） | レギュラー出演                    |
| 1990年4月     | 1991年9月     | 桂三枝のにゅーすコロンブス（朝日放送） | コメンテーター                    |

バラエティ・ラジオ番組・その他
- 文化放送『おはようニュース・パレード』
- 文化放送『細川隆一郎とわれら仲間たち』
- テレビ神奈川 『直言苦言』
- RFラジオ日本『細川隆一郎のだまっちゃおれん!』
- RFラジオ日本『珠生・隆一郎のモーニングトーク』（1995年 - 2009年） ※娘の珠生と出演。
- 新日本放送（現：MBSラジオ）『ヤンマー日曜放談』（パーソナリティ）
- フジテレビ『夕やけニャンニャン』（水曜日レギュラー）
- 日本テレビ『なぜなぜダイヤル!?』（パネラーとして政治関連の疑問を担当）
- テレビ東京『細川隆一郎の天下御免!』（司会）

## 著書
- 『背骨を伸ばして : 女は清く優しく美しく男は質実剛健剛毅朴訥』文化放送開発センター出版部、1980年7月。NDLJP:11924231。(要登録)
- 『細川隆一郎の健康一番』(日本テレビ出版)1981年
- 『細川隆一郎の健康一番(2)』(日本テレビ出版)1982年
- 『鈴木さん総理をすぐおやめなさい』IN通信社、1982年10月。NDLJP:11927146。(要登録)
- 『図太く生きる男の本』(文化創作出版)1982年
- 『吉田茂の人間秘話』(文化創作出版)1983年
- 日本宰相列伝 20巻『岸 信介伝』（時事通信社）1986年1月 ISBN 4-7887-8570-6
- 『政争 ニューリーダー論』（山手書房）1985年
- 『燃える政治の舞台裏・細川隆一郎直撃対談集』（全貌社）1983年
- 『細川隆一郎・中谷武世直言集・政治改革のすすめ』（山手書房）1983年
- 『細川隆一郎のかみなり人生指南』講談社、1986年8月。NDLJP:12413979。(要登録)
- 『頭のいい人悪い人がわかる本』(青春出版社)1986年
- 『細川隆一郎/おんなを語り政治を叱る』IN通信社、1988年12月。NDLJP:12870752。(要登録)
- 『まかせてみては?土井連合政権に。 : 二大政党対立に向けて革新統一のすすめ』スコラ、1989年11月。ISBN 4-7962-0005-3。NDLJP:12745016。(要登録)
- 『オトコの復権』（東急エージェンシー出版） 1990年2月 ISBN 4-924664-75-8
- 『バチあたり日本はどこへゆく』（共著）(東急エージェンシー出版)1992年
- 『頑固一徹のススメ : 細川隆一郎の 言論生活五十年を越えて』東急エージェンシー出版、1993年11月。NDLJP:12743533。(要登録)
- 『細川隆一郎vs田中美穂 病める日本を癒す』(共著)(IN通信社)1996年
- 『笑って笑って大往生』（実業の日本社） 1996年11月 ISBN 4-408-13288-8
- 『総理の通信簿 歴代宰相の器を問う』（テラ。コーポレーション） 1998年4月 ISBN 4-925001-38-8
- 『怒りを忘れた日本人 このままでは日本はダメになる』（文化創作出版） 2001年7月 ISBN 4-89387-194-3[1]。

## テレビドラマ
- 大江戸捜査網 第482話「子の刻参上! 帰って来た鼠小僧」 （1983年、テレビ東京 / ヴァンフィル）- 火付盗賊改方頭 役（特別出演）

## CM出演
- 雪印乳業「アカディマイルド」 - ナレーションで出演。
- 松下電工（現：パナソニック電工）「ナショナル・パナコラン」 - 森口博子と共演。「日本の肩こりは根が深い!!」とのセリフと「パナコランで、肩こらん」のキャッチコピーで広く知られた。
- 宝酒造「宝焼酎」 - 板東英二と共演。板東と隆一郎の2人が縁側で宝焼酎を飲みながら「日本の宝」を談義するという内容だった。